# Margareta Marija Alacoque
Sveta Margareta Marija Alacoque (Lautecour, 22. srpnja 1647. – Paray le Monial, 17. listopada 1690.), francuska redovnica, svetica i mističarka, promicateljica štovanja Presvetog Srca Isusova.

## Životopis
Rodila se je 22. srpnja 1647. u Lautecouru, u burgundskoj općini Verosvres, u biskupiji Antun, tridesetak kilometara od Paray-le-Moniala. Njezin otac Claude Alacoque u svom je selu obnašao službu kraljevskoga bilježnika. Umro je mlad, ostavivši iza sebe brojnu obitelj. Njegova se udovica našla u velikim poteškoćama pa se morala i odijeliti od nekih svojih sinova. Kad je Margareti bilo osam godina, dana je na odgoj u zavod klarisa-urbanistica u Charollesu. Tamo je naišla na sredinu punu revnosti i duhovnog poleta, što joj je vrlo odgovaralo. Ona je već u četvrtoj godini života, i ne znajući pravo što čini, učinila zavjet čistoće. Bio je to Božji poticaj, zato joj je ozračje u Charollesu tako i godilo.
Teška ju je bolest prisilila ostaviti sestrinski zavod te se vrati kući u kojoj je gotovo uzeta bolovala četiri godine. Kad je ozdravila, morala je svladati i druge poteškoće da bi na koncu 24. godine života mogla ostvariti svoje pravo zvanje. Do potpune jasnoće o tome životnom zvanju došla je prigodom posjeta samostanu sestara od Pohođenja u Paray-le-Monialu. Bilo je to 25. svibnja 1671. Nalazeći se toga dana u samostanskoj govornici, jasno je u svojoj nutrini čula ove riječi: „Hoću da budeš ovdje!” U roku od tri tjedna zamolila je primanje u taj samostan, a 25. kolovoza već je započela svoju postulaturu. Sljedeće godine, 6. studenoga, odjenula je redovničko odijelo te u ruke svoje poglavarice majke Marije-Franciske de Saumaise položila zavjete. I od tog se časa povijest njezina života i poslanja stapa s poviješću samostana u Paray-le-Monialu. 15. svibnja 1684. postala je asistentica majke Marije Kristine Malin, kućne poglavarice; 4. siječnja 1685. imenovana je učiteljicom novakinja, a tu je službu obavljala do konca siječnja 1687.; nekoliko mjeseci kasnije ponovno je imenovana asistenticom. Umrla je u dobi od 43 godine 17. listopada 1690.

## Viđenja
Margareta je postala najveća glasnica kulta Srca Isusova, one pobožnosti koja je osvojila mnoštvo te koja i danas u jednostavnome puku, medu onima koji su bez predrasuda, živi i donosi obilne duhovne plodove. Zahvaljujući nalogu Margaretine poglavarice, majke de Saumaise, koja je željela izbliza slijediti mistična očitovanja u toj mladoj redovnici te joj u travnju i svibnju 1673. zapovjedila da ih opiše, doznajemo što se to u njezinoj duši zbivalo. Tek što je počela po nalogu poglavarice pisati, započeše i ona velika viđenja koja će njezino ime učiniti poznatim po cijelom svijetu. 
Prvo je bilo na blagdan Sv. Ivana Evanđelista, 27. prosinca 1673. Margareta je tek napustila kućnu bolnicu te pošla u kapelicu i kleknula do rešetke kora, gdje su strogo klauzurne redovnice od Pohođenja obavljale svoje molitve i pobožnosti. Tada joj se ukazao naš Gospodin i ona je posve jasno i razgovijetno čula ovu poruku: "Moje božansko Srce tako je raspaljeno ljubavlju prema ljudima da više ne može u sebi zadržavati plamenove svoje žarke ljubavi, već ih mora razasuti. Tebe sam kao ponor nevrijednosti i neznanja odabrao da ispuniš taj veliki naum, da tako sve bude učinjeno od mene."
Misija je bila jasna, no jer je svetici, da bi je izvršila, bilo potrebno svjetla i milosti, Gospodin joj to nije uskratio jer on za izvanredne zahvate daje i izvanredne milosti. I tako je već tom zgodom svojoj odabranici objavio "divote svoje ljubavi i neizrecive tajne svoga Presvetoga Srca, koje joj je do toga dana skrivao".
Nakon više drugih ukazanja manjeg značenja Gospodin je početkom god. 1674., vjerojatno jednoga petka, Margareti objavio opet novu veliku poruku. Da se radilo o velikoj objavi, svjedočio je i vanjski dekor ukazanja. Gospodin joj se sa Srcem ukazao na prijestolju od plamenova, što bijahu sjajniji od sunca te prozirni kao najfiniji kristal. No u tom je vanjskom sjaju, prema Margaretinu opisu, bilo Isusovo Srce "okrunjeno trnovom krunom, koja simbolizira rane što mu ih zadajemo svojim grijesima, a nad Srcem se nalazio značajan križ; taj je križ ondje od prvih časova njegova utjelovljenja, a to znači od časa kad je bilo oblikovano i Presveto Srce; odmah je u nj bio usađen i križ pun svake gorčine."
Margaretin je opis tih objava težak, hrapav i nezgrapan. Nije bila laka na peru. No iz onoga što je teško izrazila jasno proizlazi dvoje: ponajprije neizmjerna Otkupiteljeva ljubav prema čovjeku, a zatim ljudski grijesi kojima nezahvalni ljudi vrijeđaju tu ljubav. To će doći naročito da izražaja u trećoj objavi, koja je jasna sinteza prvih dviju. Ta se objava dogodila nekoliko mjeseci kasnije, jednoga petka, sutradan po blagdanu Tijelova. Isus se tada, prema svetičinu opisu, ukazao "sav u sjaju slave, s pet rana, koje su bliještale kao pet sunaca, a iz njegova svetog čovještva izlazili su plamenovi sa svih strana, osobito pak iz njegovih divnih grudiju, koje su sličile ognjištu; a bile su otvorene da otkriju svu ljubav toga ljubaznoga Srca, koje bijaše onaj stvarni izvor tih plamenova".
I tada se Isus potužio na ljudsku nezahvalnost. "Za sva moja nastojanja oko njihova dobra ljudi su hladni i nehajni." Isus kao uzvrat za tu nezahvalnost traži od svetice naknadu. Dok je to tražio, iz njegova je Srca izašao tako žarki plamen te je mislila da će je uništiti. Isus je toj poruci dodao i ovu: "Primit ćeš me u Presvetom Sakramentu svaki put kad ti poslušnost bude to dopustila." A zatim je zatražio pričest svakoga prvog petka u mjesecu, a kao pripravu za to svetu uru koju će obavljati prostrta na zemlji u noći između četvrtka na petak od 11 sati do ponoći. I tako su u pobožnost Srcu Isusovu uvedene dvije glavne naknadne vježbe: sveta ura i sveta pričest na svaki prvi petak u mjesecu.
Četvrta velika objava je dana za vrijeme tijelovske osmine između 13. i 20. lipnja 1675. Najvjerojatnije bijaše to datum 16. lipnja. U toj objavi Isus se potužio na rane što mu ih zadaju svojim nepoštovanjem sami vjernici i svojim svetogrđem nevjernici te dodao: "A ono što me najosjetljivije vrijeđa jest što to čine i meni posvećena srca." Kao naknadu za sve te uvrede Gospodin je zatražio da se u petak po tijelovskoj osmini uvede poseban blagdan Srca Isusova na koji će se svetom pričešću i javnom otprošnjom naknaditi za uvrede nanesene Gospodinu dok je izložen na oltarima.
Zna se da je pismeno pozvala čak i francuskoga kralja Luja XIV. da svoje kraljevstvo posveti Srcu Isusovu. U samome samostanu od Pohođenja Margareta je 20. srpnja 1685. novicijatom iskazala prvu javnu čast Srcu Isusovu, a 21. lipnja sljedeće godine pridružila joj se cijela zajednica u proslavi blagdana Srca Isusova.
Od tada, unatoč raznim zaprekama, pokret štovanja Srca Isusova nije se više zaustavio. Papa Klement XIII. odobrio je 6. veljače 1765. dekret Kongregacije obreda kojim se dopušta Poljskoj i Rimskoj bratovštini Srca Isusova, kojoj je pripadao i sam Papa, svetkovanje blagdana Srca Isusova. U Papinoj je namisli bilo da taj novi blagdan širi u Crkvi poruke dane Margareti Alacoque. Ona je bila povlašteno sredstvo da se proširi ona pobožnost koja je u Crkvi pod raznim oblicima bila uvijek prisutna i živa, davši joj ipak neke nove i originalne naglaske.
Suvremenici događaja u Parayu brzo su otkrili izuzetnu krjepost Margarete Alacoque te su se trudili da i druge s njome upoznaju. Abbe Languet, generalni vikar u Autonu, već 25 godina nakon Margaretine smrti pokrenuo je postupak za njezino proglašenje blaženom, a napisao joj je i životopis. Sretan ishod brzog postupka za proglašenje Margarete Alacoque blaženom osujetili su janzenisti, kao što su uostalom učinili i za neke druge kauze u Francuskoj XVIII. stoljeća. Kad su se stišale janzenističke rasprave, umuknula Francuska revolucija, kauza Margarete Alacoque je uznaprjedovala te ju je papa Pio IX. 24. travnja 1864. proglasio blaženom. Svetom ju je proglasio 13. svibnja 1920. papa Benedikt XV.

## Vanjske poveznice
|  | Zajednički poslužitelj ima još gradiva o temi Margareta Marija Alacoque                            |
|  | Wikizvor ima izvorni tekst Posvetna molitva svete Margarite Marije Alacoque Presvetom Srcu Isusovu |
|  | Wikicitati imaju zbirke citata o temi Margareta Marija Alacoque                                    |

- Sveta Margareta Marija Alacoque i poruke Srca Isusova  Arhivirana inačica izvorne stranice od 13. ožujka 2016. (Wayback Machine)